# Щепкин (селище)
Щепкино, Щепкион — селище у складі Щепкинського сільського поселення Аксайського району Ростовської області.

Населення — 1361 особа (2010 рік).

## Географія
Розташовано за 20 км від міста Аксай.

### Вулиці
- пр. Небесний,
- пр. Оптичний,
- вул. 2-я Ціолковського,
- вул. 50-річчя Октября,
- вул. Джордано Бруно,
- вул. Західна,
- вул. Селянська,
- вул. Молодіжна,
- вул. Набережна,
- вул. Осьова,
- вул. Першотравнева,
- вул. Радянська,
- вул. Сонячна,
- вул. Будівельників.

## Історія
Станом на 1928 рік на відстані 5 кілометрів від хутора Щепкін розташовувалася цілина. У 1940 році мешканці хутора взяли участь у будівництві школи семирічного навчання. У 1978 році було виділено радгосп «Щепкинський», що з часом увійшов до Октябрської сільської адміністрації. Згодом було утворено Щепкинське сільське поселення, до складу якого увійшло селище Щепкино.

## Археологія
- Поселення «Куце» — пам'ятка археології, розташований за 3 кілометри на південно-південний захід від хутора[3].
- «Щепкинський-4» — пам'ятка археології і курганний могильник, розташований на 2,2 кілометрів на південний захід від хутора Щепкін[4].
- «Щепкинський-1» — курганний могильник, пам'ятник археології. Розташований на відстані 1,3 кілометри на північний схід від хутора Щепкино[5].
- «Щепкинський-5» — курганний могильник, який визнаний пам'яткою археології. Розташований на 1 кілометр на захід від хутора Щепкино[6].
- «Щепкинський-3» — курганний могильник, який є пам'яткою археології. Розташований на 0,5 кілометрів на південь від хутора Щепкино[7].
- «Щепкинський-2» — курганний могильник, що відноситься до пам'яток археології. Розташований на 0,3 кілометрів північно-північно-схід від хутора Щепкін[8].